# Scordia
Scordia is een gemeente in de Italiaanse provincie Catania (regio Sicilië) en telt 17.202 inwoners (31-12-2004). De oppervlakte bedraagt 24,3 km², de bevolkingsdichtheid is 708 inwoners per km².

## Geografie
De gemeente ligt op ongeveer 150 m boven zeeniveau.
Scordia grenst aan de volgende gemeenten: Lentini (SR), Militello in Val di Catania.

## Geboren
- Ippolito Luigi De Cristofaro, volksvertegenwoordiger